# Ludwig Kuhnen
Ludwig Kuhnen (* 4. November 1876 in Kempen; † 4. November 1955 in Aachen) war ein sozialdemokratischer Politiker.

## Leben und Wirken
Beruflich war Kuhnen Journalist und nach 1918 Redakteur der sozialdemokratischen Aachener Zeitung Freie Presse sowie aktives Mitglied in der Gewerkschaft. Bei der Novemberrevolution 1918 saß er im Aachener Arbeiter- und Soldatenrat. Als dessen Delegierter fuhr er am 16. Dezember 1918 zum Kongress der Arbeiter- und Soldatenräte nach Berlin. Von 1919 bis 1930 war Kuhnen Mitglied des rheinischen Provinziallandtages. Darüber hinaus war er weiterhin Stadtverordneter in Aachen und bekleidete vom 8. Oktober 1920 bis 8. Dezember 1932 das Amt eines besoldeten Beigeordneten Bürgermeisters der Stadt Aachen. Zusätzlich wurde ihm die Leitung des Ernährungs- und Wirtschaftsamtes übertragen. Zwischenzeitlich hatte ihn die belgische Militärbesatzung im Rahmen der Auswirkungen der Alliierten Rheinlandbesetzung des Jahres 1923 aus Aachen ausgewiesen und er ging für etwa ein Jahr in den unbesetzten Teil Deutschlands ins Exil.
Im Jahr 1931 setzte sich Kuhnen in der Schrift Maske herunter! kritisch mit der nationalsozialistischen Bewegung und ihren Protagonisten auseinander (wiederveröffentlicht im April 1946). Nach dem Krieg übernahm er ab dem 2. November 1945 das Amt für Wirtschaftskonzessionen und wurde am 1. Februar 1946 von der britischen Militärregierung zum ehrenamtlichen Oberbürgermeister der Stadt Aachen ernannt und hatte dieses Amt bis zur ersten offiziellen Wahl des Aachener Stadtrates nach dem Krieg am 13. Oktober 1946 inne. Als solcher leitete Kuhnen am 5. Februar 1946 die Erste Sitzung der ernannten Stadtvertretung der Stadt Aachen, auf der unter anderem die von der Militärregierung auferlegten organisatorischen Rahmenbedingungen und die neue städtische Satzung sowie der erste Wahltermin beschlossen wurde. Darüber hinaus war Kuhnen in den Jahren 1946 und 1947 zudem Mitglied des Ernannten Landtages von Nordrhein-Westfalen.
Ein Sportstadion im Gillesbachtal in Aachen-Burtscheid ist nach Ludwig Kuhnen benannt.